# Serra de São Miguel (Nisa)
A Serra de São Miguel é uma montanha situada na Região do Alentejo no distrito de Portalegre no Município de Nisa encontra-se inserida na fronteira entre as antigas províncias do Alto Alentejo com a Beira Baixa. Tem o seu ponto mais elevado no topo do Pico do Penouco com 463 metros de altitude.

## Galeria de imagens

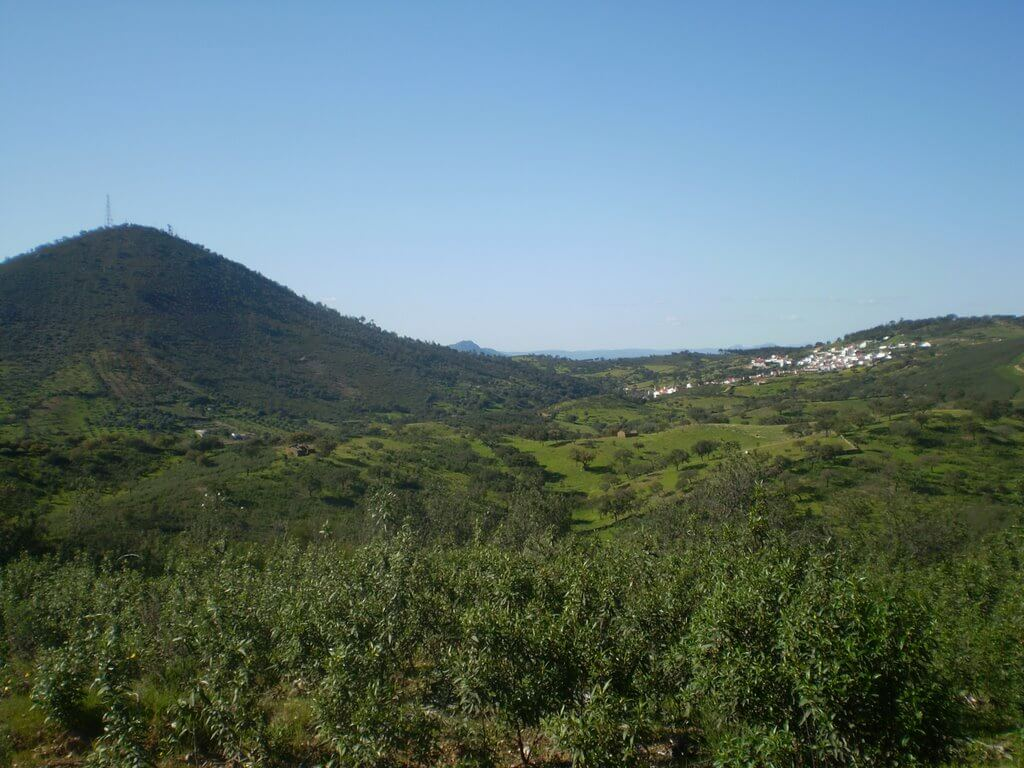
Serra São Miguel e Pé da Serra
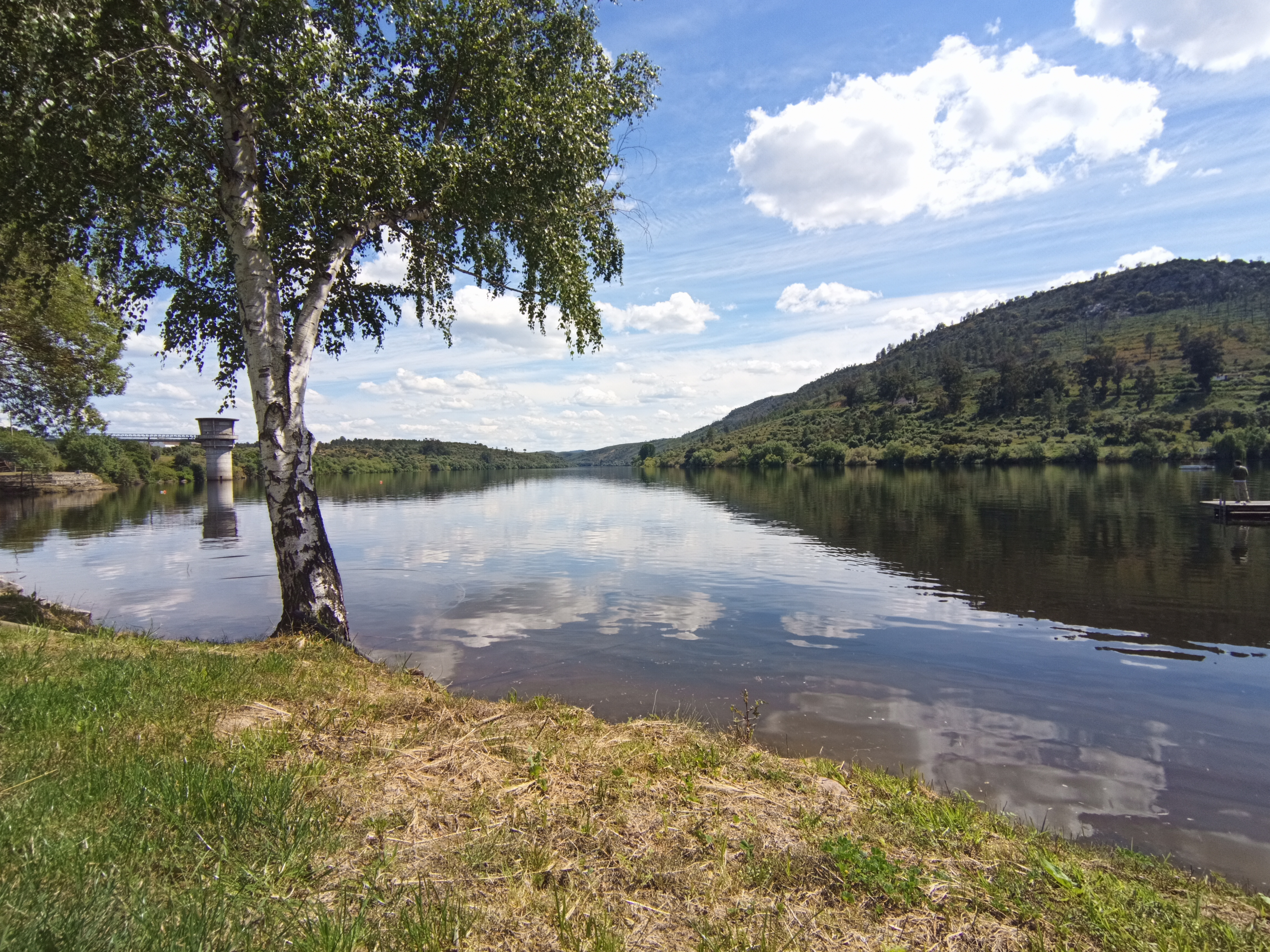
Serra de São Miguel vista a partir do Rio Tejo
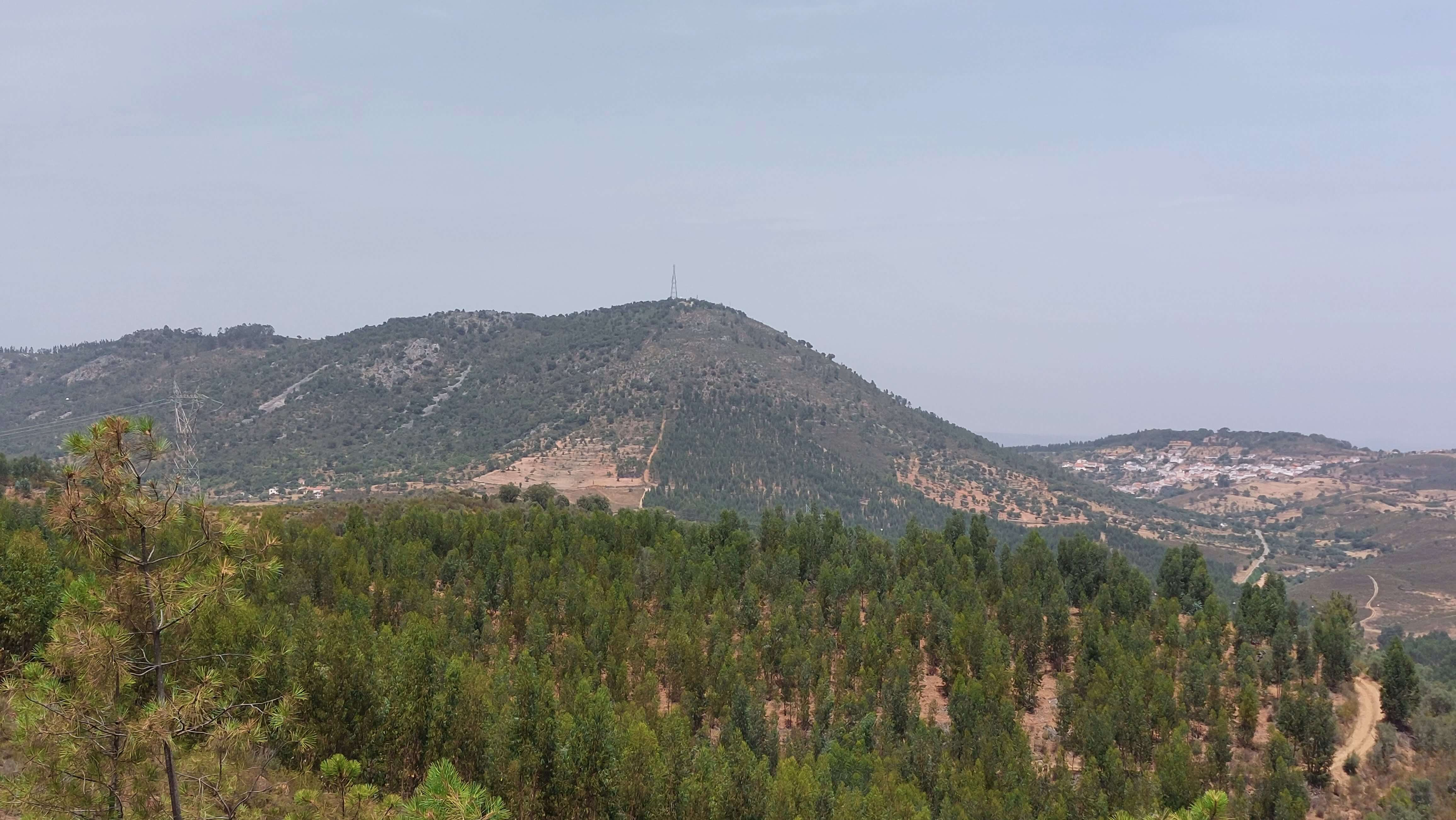
Serra de São Miguel, Pé da Serra e Vinagra vista de Sul
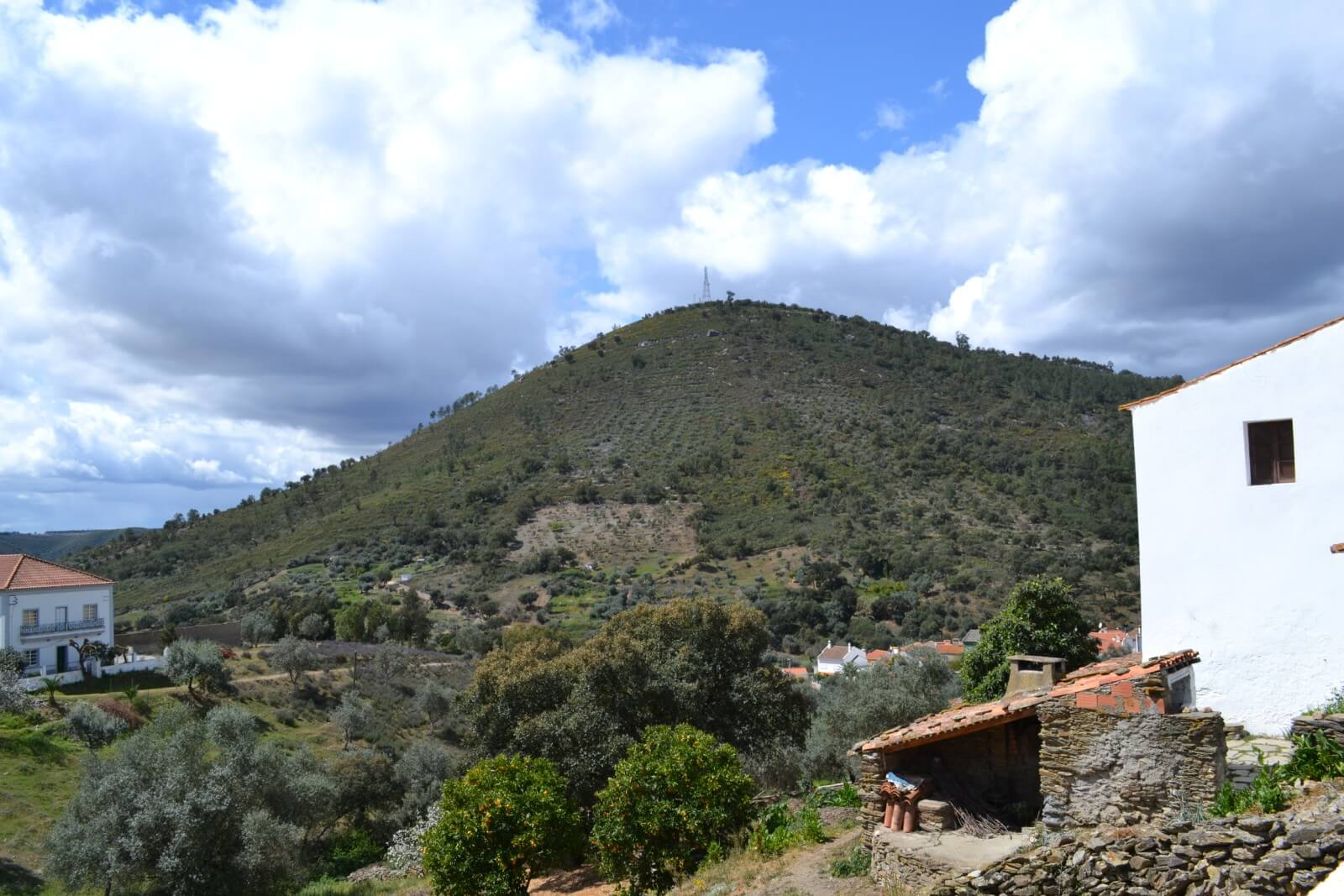
Serra São Miguel vista do Pé da Serra

## Videos

### Imagem em Directo:
https://www.pedaserra.net/aldeia/livecam/

### Timelapse:
https://www.pedaserra.net/aldeia/timelapse/